# 보수당-자유민주당 연립내각 협약

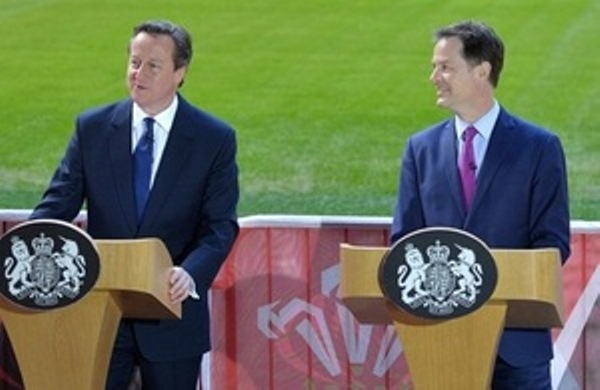
2015년 2월 27일 카디프 밀레니엄 스타디움에 모인 데이비드 캐머런과 닉 클레그

보수당-자유민주당 연립내각 협약 (Conservative–Liberal Democrat coalition agreement), 본제인 연립: 우리의 정부 계획 (The Coalition: Our Programme for Government)은 영국에서 2010년 총선이 치러짐에 따라 맺어진 정책 협약이다. 협약에는 보수당과 자유민주당 의원들이 함께 모여 새롭게 소집된 연립 정부, 캐머런-클레그 연립내각을 좌우할 권한 사항이 담겨져 있다.
2010년 총선 결과는 헝 의회로, 하원 내에서 과반을 차지하는 정당이 없었다. 이는 1974년 2월 이래 처음 있는 일이었다. 그래서 득표율과 의석수에서 제1당과 제3당을 각각 차지한 보수당과 자유민주당이 제2차 세계 대전 이후 처음으로 완전 연합을 이루는 것을 목표로 협상에 들어갔다.
협약 초안은 2010년 5월 12일 (표기상으로는 5월 11일) 발표됐으며, 연립 내각이 구성될 수 있도록 다양한 정책 분야에서 협의한 내용을 담았다. 최종 협약은 5월 20일에 발표됐다.

## 협약 초안
협약 초안은 2010년 5월 12일 발표되었고, 7쪽에 11개 단락으로 구성되어 있다. 서문에서는 "다음은 우리 두 당이 강력하고 안정된 정부로서 함께 행사할 수 있도록 두 당 간에 해결되어야 하는 현안이다"라고 밝히고 있다. 11개 단락은 다음과 같다.
1. 적자 감축
2. 지출 보고 – 국민의료보험과 학교, 그리고 더욱 공평한 사회
3. 세율 기준
4. 금융 개혁
5. 이민
6. 정치 개혁
7. 연금과 복지
8. 교육
9. 유럽 연합과의 관계
10. 시민 자유
11. 환경

### 적자
협약에서는 예산 적자와 국가 부채에 맞서 의회 차원에서 "구조적 적자의 감축을 실효적으로 가속하는 방안"에 관해 상세히 다뤘다. 특히 2010년~2011년까지 60억 파운드를 감축하고 50일 내로 긴급 예산을 투입키로 했다.

### 지출
지출과 관련해서는 일반 교육 예산으로도 혜택받지 못하는 학생 대상 예산과 실질적인 면에서 국민 의료 보험 예산을 인상하기 위해, 전 전략 방위를 포함한 모든 정부 지출 검토와 국방 검토를 정부가 올 가을까지 완료하도록 했다. 또 공공 부문 연금의 장기 적정선을 검토할 독립 위원회를 발족시키기로 하고, 2011년 4월부터 기본 국민 연금의 소득 연동제를 부활시키기로 했다. 영국의 독자 핵억제력은 유지되지만 계속 제기되어 왔던 트라이던트 미사일 시스템 대체는 예산 대비 가치를 따져 검토하게 된다.

### 세금
조세와 관련해서는 최하위 소득층 다수를 대상으로 세금 공제를 두기 위해 1인당 소득세 한도를 2015년까지 £10,000파운드로 인상토록 했다. 우선순위에서 밀려난 유산세는 삭감하고, 결혼세, 항공세, 비기업 양도소득세, 탈세 문제에 관한 조치와 준비도 다뤘다. 국민보험 세율 1% 인상안도 일부 축소되었다.

### 은행
은행 분야에서는 '노동당의 재정위기가 되풀이되는 것을 막고' 신용거래 흐름을 활성화시키기 위한 다방면의 개혁을 선언하였다. 이를 위해 은행세 도입, 불합리한 은행가 보너스 조정, 규제개혁 등이 담겼다.

### 이민
나머지 분야보다 확실히 적은 분량의 이민 분야는, 거주와 취업을 허가받는 비유럽연합계 노동자들의 수를 연간 상한선으로 제한하며 그 방식은 차후 결정하겠다는 한 단락으로 살짝 언급됐다. 이민을 목적으로 한 자녀 체류 역시 끝내겠다고 밝혔다.

### 정치 개혁
정치제도 개혁의 일환으로 양당은 고정임기 의회 도입에 합의했다. 맨 처음 조치로 2015년 5월 첫째주 목요일을 차기 총선일로 설정하고 이후의 의회 역시 매5년 고정된 임기를 확립하며, 이 일정표 이외에 의회가 해산될 경우 전체 의원의 55%가 찬성해야 한다는 하한선을 신설 도입하였다.
양당은 하원 의원 선거의 제도를 최다득표제에서 대안투표제로 변경할지의 여부와 의회 선거구 규모나 수를 바꾸어야 할지의 여부를 묻는 국민투표 법안을 통과시키는 데 각 당 의원들의 찬성표를 보장하기로 했다.
권력 이양 문제에 관해서, 양당은 웨스트 로디언 문제 (잉글랜드 관련 의제에 원내 스코틀랜드 지역구 의원들의 표결 참여 여부)에 관한 위원회를 설립하고 스코틀랜드 권력이양 위원회 의안을 시행하며, 웨일스의 추가 권력이양에 관한 주민투표를 웨일스 주민들에게 제공하기로 하였다.
그밖의 정치개혁 조치로는 의원 소환권 도입, 라이트 위원회의 하원 개혁안 조기 완료, 상원 개혁안을 2010년 12월까지 도입, 지방정부와 유권자등록 검토 등이 있었다.

### 연금과 복지
연금과 관련해서는 65세 강제퇴직제를 폐지했다. 다만 국민연금 첫 수령시기를 65세에서 66세로 늘리고, 이를 남성은 2016년 이후, 여성은 2020년 이후에 적용되도록 했다. 구직자 수당과 노동제도 복지에도 변화를 주기로 했는데, 일할 의향이 있는 사람을 보조금 수령의 조건으로 거는 수칙 등이 담겼다. 또 에퀴터블 생명보험 가입자에게 지원금을 납부해주기로 했다.

### 교육
형편이 어려운 아이들을 위한 '중대한' 수업료 기금이 조성되며, 인센티브를 받은 학교에서 이들을 입학시켜 학업에 열중할 수 있도록 더 큰 자원을 지원하게 된다. 학교 분야에서는 필요한 경우 국립 학교 체계에 새로운 학교 사업자가 참여할 수 있도록 허가하고, 각 학교가 국가 커리큘럼을 넘어서 더 큰 재량을 누릴 수 있도록 하며, 학교는 '적절히 책임을 갖도록' 하는 방안이 포함됐다. 한편 양당은 존 브라운 공작의 고등 교육 방안에 대해 준비키로 했다. 한편 여기에는 수업비를 인상하는 등 개편 방안이 부적절하다고 판단될 시, 자유민주당은 기권하겠다는 합의도 포함되었다.

### 유럽 연합
양당은 협약을 통해 연합 정권 기간 동안 유로권 가입 방안을 배제하기로 했다. 또 영국은 유럽 연합의 '확실한 참가자'가 되어야 하되, '다음 의회 기간 동안 더 이상의 주권이나 권한을 넘겨주는 일은 없어야 한다'는 데 동의했다. 이는 차후 조약 체결에 국민투표를 조건으로 하고 패서릴 조항을 이행하기 전에는 위임입법을 조건으로 하며, 영국 주권 법안의 실효성 검토를 해야 한다는 1972년 유럽공동체법 개정법으로 보장된 것이다. 이밖의 조치로는 유럽 검찰 설립 불참, 노동시간 지시문 제한, 곧 다가올 유럽연합 예산에 관한 입장 결정, 스트라스부르의 의사당 소재 폐지와 브뤼셀에 단일 의사당을 두라는 유럽 의회 측으로의 압박 등이 담겼다.

### 시민 자유
시민 자유에 관련된 합의로는 "노동당 정부 시기에 상당히 훼손된 시민 자유를 회복하고 국가적 침해를 후퇴시키는" 조치가 담겼다. 여기에는 국가신원카드와 신원등록제도, 차세대 생체 여권, 컨택트포인트 데이터베이스를 폐기하는 방안이 포함된다. 영국 국가 DNA 데이터베이스의 스코틀랜드 모델도 영국 전역으로 확대 시행하게 된다. 정보자유법은 기능을 확대하고 자유법도 도입하기로 하였다. 그밖에 배심 재판권, 비폭력 시위권 명예훼손법과 표현의 자유, 테러방지법, CCTV 규제, 인터넷과 이메일 기록 저장, 새로운 형사상 범죄 조항 신설 등의 의제에 검토, 강화, 폐지 등이 이뤄지게 된다. 학교에서 부모의 동의 없이 자녀의 지문을 채취하는 일도 불법으로 판정된다.

### 환경
환경 분야에서는 '저탄소 친환경 경제'를 수립한다는 양당 정책을 목표로 다양한 범위의 조치가 시행된다.
교통과 관련해서는 고속철도망을 구축하는 한편, 예정됐던 런던 히드로 공항의 제3활주로 신설을 철회하고, 런던 개트윅 공항이나 런던 스탠스테드 공항의 신활주로 건설은 승인하지 않을 것임을 밝혔다.
신 원자력 발전소 건설을 위한 법 제정은 계속 진행되며, 건설 프로젝트에 공공 보조금은 들어가지 않는다. 또 석탄 화력 발전소가 새로 지어질 경우에는 이산화탄소 포집 및 저장을 이행해야 하는 한편, 기후변화 위원회의 자문에 따라 재생자원 에너지 대상을 늘려갈 계획이다.
그외의 조치로는 스마트그리드, 스마트미터, 발전 차액 지원, 녹색투자은행 설립, 그리고 에너지의 혐기성 소화·해양 에너지·가정 에너지 발전·녹색지대와 야생동물 통행로·전기차 충전소 조성 등이 담겼다. 가정 정보팩 정책 (Home Information Pack)은 폐지하나 에너지 사용 내역서 발행은 유지된다. 불법 목재의 수출입 역시 법으로 처벌하게 되었다.

## 최종 협약
2010년 5월 12일에 발표된 초안 협약은 "적절한 시기에 전 분야의 정책을 다루면서 (초안 협약에는 들어가지 않은) 외교, 국방, 내무 정책 의제가 포함된 최종 협약"을 따르겠다고 밝힌 바 있다. 데이비드 캐머런, 닉 클레그, 조지 오스본, 테리사 메이, 빈스 케이블은 영국 재무부 청사에서 기자회견을 열고 최종 연합협약을 발표했다. 최종 협약은 양당이 공유하는 세가지 핵심 가치인 "자유, 공정, 책임"을 기반으로 하였다.

## 같이 보기
- 2010년 지방 정부법
- 2011년 우편법
- 2010년 임신 보조 저축금 및 보건법
- 2010년 연금법
- 캐머런-클레그 연립내각

## 참고 문헌
- Laws, David (2010). 《22 Days in May》. Biteback. ISBN 978-1849540803.
- Wilson, Rob (2010). 《5 Days to Power》. Biteback. ISBN 978-1849540810.
- Hazell, Robert; Yong, Ben (2012). 《The Politics of Coalition: How the Conservative-Liberal Democrat Government Works》. Hart Publishing. ISBN 978-1849463102.